# Richard von Schlieben

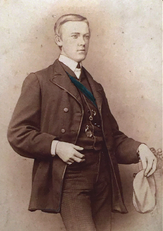
Richard von Schlieben

Joachim Kaspar Anton Richard von Schlieben (* 23. Juli 1848 in Niederfriedersdorf; † 7. Februar 1908 in Niedertaubenheim) war ein Sächsischer Staats- und Kultusminister.

## Leben

### Herkunft
Richard war ein Sohn des Herrn auf Nieder-Friedersdorf Anton von Schlieben (1814–1873) und dessen Ehefrau Auguste, geborene von Beust (1815–1900). Sein jüngerer Bruder Egon (1852–1933) war sächsischer Generalleutnant.

### Karriere
Schlieben wurde auf einem Rittergut in der Oberlausitz geboren. Nach dem Abitur immatrikulierte er sich am 25. April 1868 an der Universität Leipzig für Rechtswissenschaft. Am 5. Mai 1868 wurde er Fuchs im Corps Lusatia Leipzig. Wegen Teilnahme an einem Duell wurde er zu „zwei Tagen Karzer 2. Grades“ verurteilt. Lusatia recipierte ihn am 14. Dezember 1868. Als Linkshänder focht er acht Mensuren, davon am 25. Februar 1869 in einer PP-Suite gegen das Corps Saxonia Leipzig. Seit dem 15. Juni 1870 Inaktiver, ließ er sich in der personellen Notlage während des Deutsch-Französischen Krieges reaktivieren.
Nach den juristischen Examen trat er in die innere Verwaltung des Königreichs Sachsen. Er war in verschiedenen Polizeidirektionen und staatlichen Stellen tätig und wurde Regierungsrat. Schliebens besondere Verdienste um Zittau liegen neben der hervorragenden Führung seiner amtlichen Geschäfte in der Förderung des Verkehrswesens, der Wissenschaften und der sozialen Gerechtigkeit. Er veranlasste die Flussregulierung der Mandau, wodurch die regelmäßigen Überschwemmungen am südlichen Stadtrand Zittaus vermieden und dieser Wasserlauf für die sich ansiedelnde Textilindustrie nutzbar gemacht werden konnte.
Als Minister für Kultus und Unterricht verfolgte er 1906/07 liberale Ideen im Schulwesen und war Vorkämpfer der Koedukation.

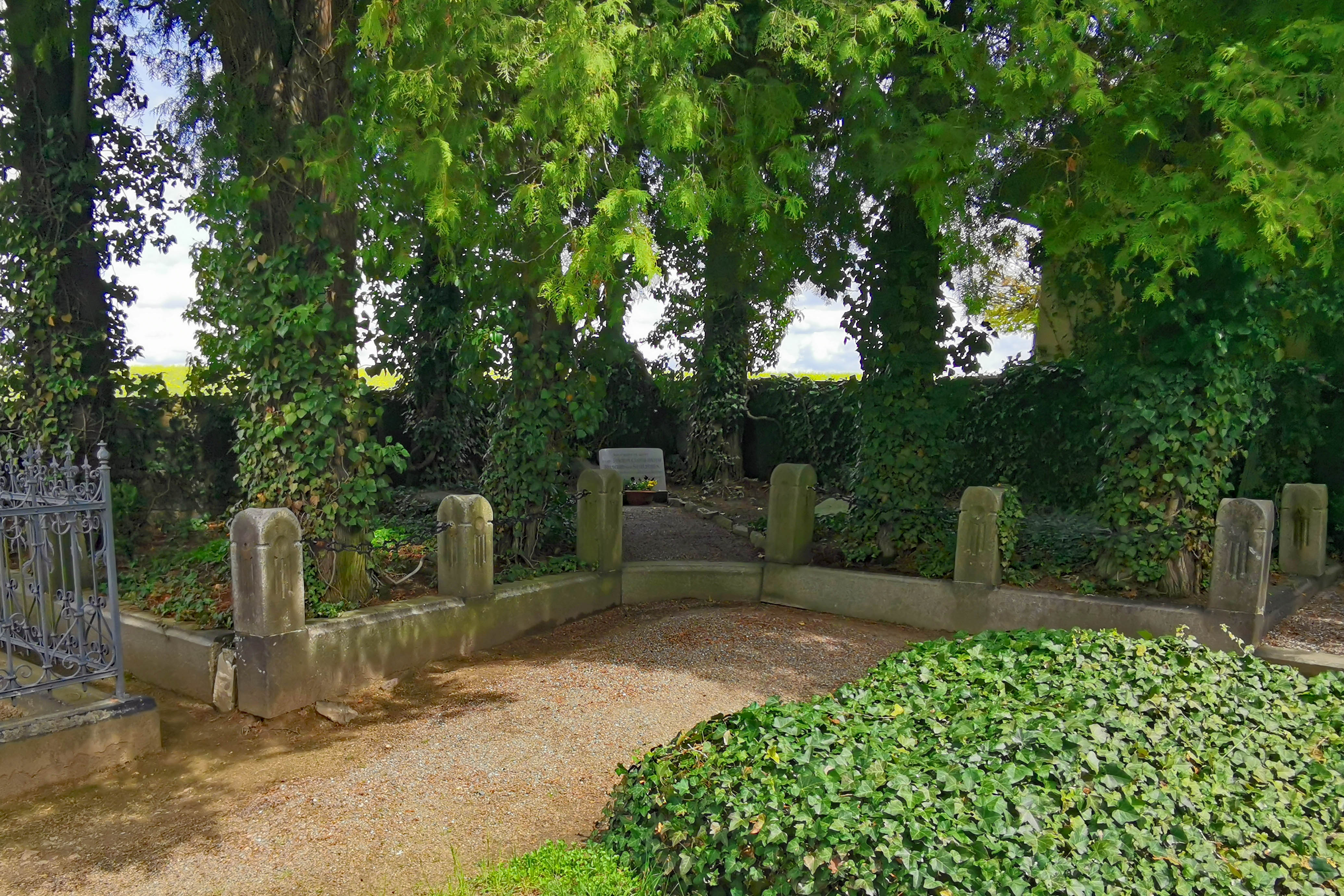
Grabanlage der Familie von Schlieben in Taubenheim

Mit 58 Jahren starb er auf seinem Gutshof in Niedertaubenheim. Zur Beisetzung auf dem Friedhof Taubenheim kam König Friedrich August III. Drei Lausitzer mit der Fahne chargierten.

### Familie
Schlieben hatte sich am 27. September 1884 in Klein-Zschocher mit Elisabeth von Raab (1861–1894) verheiratet. Aus der Ehe gingen folgende Kinder hervor:
- Elisabeth (* 1885) ⚭ 1912 (geschieden 1918) Raimund von Gleichen, preußischer Major und Ehrenritter des Johanniterordens
- Karin (* 1891) ⚭ 1911 Werner von Beschwitz, sächsischer Major
- Hansjörg (* 1892) ⚭ 1918 Mita Haase (* 1895)

## Ehrungen

Richard von Schlieben

- Ehrenbürger mehrerer Städte in der Oberlausitz
- Ehrenmitglied der Lusatia (1907)
- Richard-von-Schlieben-Oberschule Zittau (ehemalig Richard-von-Schlieben-Gymnasium)

## Öffentliche Ämter
- 1884–1895 Amtshauptmann der Amtshauptmannschaft Zittau
- 1895–1898 Vortragender Rat im Ministerium des Inneren
- 1898–1906 Kreishauptmann der Kreishauptmannschaft Bautzen